# Марсель Броєр
Марсель Лайош Броєр або Бреєр (нім. Marcel Lajos Breuer; 21 травня 1902, Печ — 1 липня 1981, Нью-Йорк) — німецький (угорський) і американський архітектор і дизайнер.

## Життя і творчість
Народився в Угорщині, в єврейській родині. В юності переїхав у Веймар і вступив до «Баугаузу», де залишився викладати. У 1920-ті Броєр переважно займався дизайном меблів, саме тоді ним був створений знаменитий стілець «Василь» (1925), присвячений художнику Василю Кандинському. «Василь» був виготовлений з полотна і сталевих трубок, використання яких було підказане автору кермом велосипеда. На основі цієї технології створив виразні зразки консольних стільців.
В кінці 1920-х Брейер переїхав до Берліна, щоб зайнятися архітектурою. За його проектами були побудовані будинки в Вісбадені і Цюріху. Після приходу до влади Гітлера емігрує до Лондона (1933) і США (1937). Під враженням від робіт англійських модерністів Броєром був створений «Довгий стілець» з фанери. У Нью-Йорку знову зайнявся викладанням, познайомився з Ф. Джонсоном і Беєм Юймінем, створив кілька спільних з Ґропіусом архітектурних проектів.
У 1941 році Броєр створив власне бюро, зайнявшись переважно проектуванням житлових будинків. Серед його нововведень цього періоду — «двоядерний дім» (з окремими крилами для спалень і інших кімнат) і «дах-метелик». У 1953 архітектор виграв конкурс на проектування штаб-квартири ЮНЕСКО в Парижі, яке стало важливою віхою в розвитку бруталізму. У 1960-і і 1970-і роки Брейер продовжив будівництво великих будівель із залізобетону, його шедеврами стали будівля Музею американського мистецтва в Нью-Йорку (1966) і хмарочос AT Tower в Клівленді (1971).